# Мінамі (Токусіма)

Міна́мі (яп. 美波町, みなみちょう, МФА: [mʲinamʲi t͡ɕoː]?) — містечко в Японії, в повіті Кайфу префектури Токусіма.  Отримало статус містечка 2006 року. Площа становить 140,85 км². Станом на 1 серпня 2012 року населення складало 7461  осіб, густота населення — 53 осіб/км².   